# Roberto Lippi
Roberto Lippi, né le 17 octobre 1926 à Rome (Latium) et mort le 31 octobre 2011 à Anzio, est un ancien pilote automobile italien.

## Biographie
Roberto Lippi fit ses débuts en compétition automobile dès la reprise des courses en Italie, après la fin de la Seconde Guerre mondiale, en tant que copilote. Il participe ainsi, dès 1947, aux Mille Miglia sur une voiturette ALCA Volpe. Au début des années 1950, il passe au pilotage, disputant plusieurs courses nationales sur des petites Fiat. Il courra ensuite sur Stanguellini et Maserati avant de se tourner vers la monoplace en 1958, sur une Stanguellini de Formule Junior. L'avènement de la Formule 1 1 500 cm3 lui donne l'occasion d'accéder à la catégorie supérieure : il tente sa chance au Grand Prix de Modène sur une De Tomaso de la Scuderia Settecolli mais ne parvient pas à se qualifier. Une semaine plus tard, il dispute le Grand Prix d'Italie sur cette voiture. Dernier pilote qualifié, il n'effectuera qu’un seul tour avant d'abandonner. Ce sera son unique participation à une course du championnat du monde. Il disputera cinq autres courses, hors championnat, sur cette De Tomaso, terminant notamment quatrième du Grand Prix de Rome en 1963. Il raccrochera son casque à la fin de la saison 1965.